# لامپ نگین‌دار
لامپ نگین‌دار (به هندی: Ratnadeep) فیلمی محصول سال ۱۹۷۹ و به کارگردانی باسو چاترجی است. در این فیلم بازیگرانی همچون هما مالینی، گیریش کارناد، ای. کی. هانگال، دیراج کومار و پورنیما باگیاراج ایفای نقش کرده‌اند.